# Kim Pan-gon
Kim Pan-gon (em coreano, 김판곤; em hanja, 金判坤; Jinju, 1 de maio de 1969) é um ex-futebolista e treinador de futebol sul-coreano que atuava como ponta-esquerda. Atualmente comanda o Ulsan HD.

## Carreira
Após jogar no time da Honam University, Kim Pan-gon chamou a atenção de Cha Bum-kun, ídolo do futebol sul-coreano que treinava o Ulsan Hyundai Horang-i, iniciando sua carreira profissional em 1992. Foram 5 anos no clube, tendo vencido uma K League e uma Copa da Liga, mas sua passagem foi atrapalhada por uma lesão na canela, que rendeu ao jogador 7 cirurgias durante sua terceira temporada. Em 1997, assinou com o Jeonbuk Hyundai Dinos, mas disputou apenas 2 partidas e deixou a equipe no mesmo ano.
Sem condições de seguir atuando, o ponta-esquerda interrompeu a carreira para comandar times universitários, voltando aos gramados em 2000 para defender o Double Flower (na época, Instant-Dict) por duas temporadas, conquistando uma Copa FA de Hong Kong. Em 2002, foi para o Buler Rangers, onde acumulou também a função de treinador até 2004, quando deixou definitivamente os gramados. No mesmo ano, regressou à Coreia do Sul e recebeu o Diploma de Treinador Profissional da Confederação Asiática de Futebol, repetindo o feito de 5 compatriotas. Em 2005 virou auxiliar-técnico do Busan IPark, função que exerceria no Gyeongnam, em 2011.
Sua primeira equipe como treinador principal foi o South China, entre 2008 e 2010, vencendo 2 edições da Liga da Primeira Divisão de Hong Kong e uma Hong Kong Senior Challenge Shield. Também comandou as seleções Sub-23 e principal de Hong Kong, deixando o cargo nesta última após ser nomeado diretor-técnico da Associação de Futebol da Coreia, sendo eleito vice-presidente da entidade em 2017.
Após 5 anos, Kim Pan-gon renunciou à função de diretor-técnico da KFA em janeiro de 2022, sendo anunciado como novo técnico da Seleção Malaia, substituindo Tan Cheng Hoe. Sob seu comando, os Tigres Malaios se classificaram para a Copa da Ásia de 2023, encerrando um período de 42 anos sem conquistar a vaga em campo (a Malásia havia participado da Copa da Ásia pela última vez em 2007 como uma das sedes, juntamente com Indonésia, Vietnã e Tailândia).

## Títulos

### Como jogador
Ulsan Hyundai Horang-i
- K League: 1996
- Copa da Liga Coreana: 1995

Instant Dict
- Copa FA de Hong Kong: 2000–01

### Individuais
- 11 ideal da temporada do futebol de Hong Kong: 2002–03[9]

### Como treinador
South China
- Liga da Primeira Divisão de Hong Kong: 2008–09, 2009–10
- Hong Kong Senior Challenge Shield: 2009–10

Seleção Sub-23 de Hong Kong
- Jogos da Ásia Oriental: 2009

### Individuais
- Treinador do ano de Hong Kong: 2010